# جون إلتون كون
جون إلتون كون هو سياسي أمريكي، ولد في 10 أغسطس 1907 في مقاطعة أواتشيتا في الولايات المتحدة، وتوفي في 9 مارس 1993 في مونرو في الولايات المتحدة. نشط حزبياً في الحزب الديمقراطي. وقد انتخب عضو مجلس نواب لويزيانا ‏.